# Myrcia laricina
Myrcia laricina là một loài thực vật có hoa trong Họ Đào kim nương. Loài này được (O.Berg) Burret ex Luetzelb. mô tả khoa học đầu tiên năm 1926.